# آنا تشيمينافا
آنا تشيمينافا (مواليد 1 فبراير 1996) هي لاعبة كرة القدم جورجية، تلعب في مركز المهاجم لنادي إم إف أيه زالغيريس في دوري الدرجة الأولى الليتواني للسيدات، ومنتخب جورجيا للسيدات.

## المسيرة الكروية
بين عامي 2015 و2021، لعبت تشيمينافا لنادي إم إف أيه زالغيريس في دوري الدرجة الأولى الليتواني للسيدات.
بحلول ديسمبر 2021، انتقلت إلى تركيا وانضمت إلى نادي فومجيت ومقره أنقرة للعب في الدوري التركي الممتاز للسيدات موسم 2021–22. انتقلت لاحقًا إلى نادي سوغديانا في أوزبكستان، ثم إلى نادي شعلة الشرقية في الدوري السعودي الممتاز للسيدات، قبل أن تعود إلى ناديها الأول إم إف أيه زالغيريس في عام 2023.

## المسيرة الدولية
كانت تشيمينافا عضوة في منتخبات جورجيا للفتيات تحت 17 سنة (2012–2013) ومنتخب جورجيا للسيدات تحت 19 سنة (2014–2015).
اُستدعيت لتمثيل منتخب جورجيا الأول، وظهرت مع الفريق خلال تصفيات كأس العالم للسيدات 2019.

## الأهداف الدولية
| الرقم | التاريخ        | الملعب                            | الخصم   | الهدف | النتيجة | المناسبة    |
| ----- | -------------- | --------------------------------- | ------- | ----- | ------- | ----------- |
| 1     | 25 فبراير 2024 | ملعب ميخائيل مسخي، تبليسي، جورجيا | مقدونيا | 2–0   | 3–0     | مباراة ودية |
| 2     | 25 فبراير 2024 | ملعب ميخائيل مسخي، تبليسي، جورجيا | مقدونيا | 3–0   | 3–0     | مباراة ودية |

## وصلات خارجية
- آنا تشيمينافا – سجل منافسات اليويفا
- آنا تشيمينافا في موقع كرة القدم العالمية.نت
- آنا تشيمينافا  على سكروي